# Тюрквидение-2013
Конкурс песни тюркского мира «Тюрквидение-2013» (тур. Türkvizyon Türk Dünyası Şarkı Yarışması 2013) — первый конкурс песни «Тюрквидение», прошедший в турецком городе Эскишехир. В нём приняли участие двадцать четыре региона преимущественно с тюркским населением или же в которых широко распространены тюркские языки. Полуфинал конкурса состоялся 19 декабря, а финал — 21 декабря 2013 года. Победу одержал представитель Азербайджана Фарид Гасанов с песней «Yaşa» (рус. «Живи»), исполненной на азербайджанском языке.

## Место проведения
Местом проведения конкурса песни «Тюрквидение-2013» был выбран турецкий город Эскишехир, находящийся в северо-западной части Турции. Согласно правилам конкурса, местом проведения может быть культурная столица тюркского мира, которая ежегодно выбирается Международной организацией тюркской культуры (ТЮРКСОЙ). Само мероприятие проходило в стенах Анатолийского университета, в концертном зале, который располагается в спортивной секции университета.
15 октября 2013 года ТЮРКСОЙ объявил, что конкурс следующего года пройдёт в очередной культурной столице тюркского мира — в татарском городе Казани.

## Формат

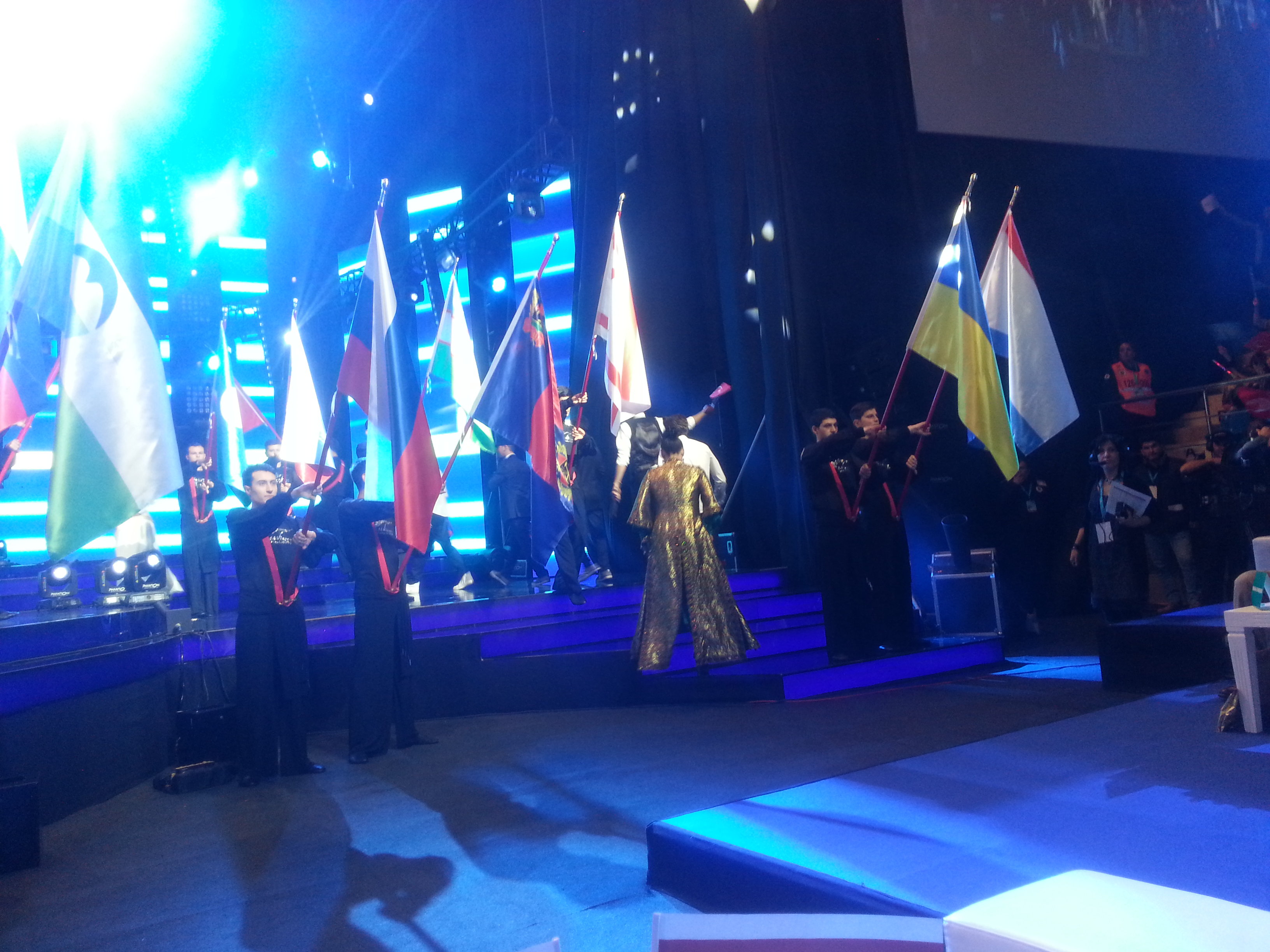
Парад флагов

Конкурс состоит из одного полуфинала, который прошёл 19 декабря, и финала, который состоялся 21 декабря 2013 года. В полуфинале участвовали 24 региона, но лишь двенадцать из них смогли пройти в финал. В отличие от «Евровидения», на «Тюрквидении» не проводились репетиций как участников, так и телеоператоров, работа которых зависела от их собственной импровизации и опыта. Так, к примеру, одна из телекамер во время выступления участницы из Якутии чуть не угодила в последнюю.

### Голосование
У каждого члена жюри, представлявшего свой регион, имелся планшет, на котором он выставлял оценку наиболее понравившейся песне. После того как оценка была введена, её уже нельзя было изменить или исправить. По обе стороны от каждого члена жюри сидел другой член жюри, который не говорил на родном языке первого. Таким образом, все члены жюри, сидящие рядом, не должны были понимать друг друга и как-либо объясняться. Как заявил исполнительный продюсер конкурса Исмет Заатов, это было сделано для того, чтобы избавиться от «соседского голосования», которое так распространено на «Евровидении». Несмотря на это, от Крыма выступало сразу три члена жюри, один из которых был заявлен как представитель Украины — это были Сейран Мамбетов, Энвер Измайлов и сам Исмет Заатов, — в связи с чем у многих наблюдателей появились вопросы о том, почему Крым представлен тремя членами жюри, когда от всех других регионов заявлено по одному. Однако этот момент организаторами конкурса прокомментирован никак не был, хоть Энвер Измайлов и упомянул, что это всего-навсего первый конкурс, даже несмотря на то, что некоторые аспекты голосования ему самому показались не совсем объективными. Он также подчеркнул, что лучшим решением могла стать стандартная процедура выставления оценок и их демонстрация сразу же после выступления участника, как это принято на различных маломасштабных конкурсах.

### Ведущие
16 декабря 2013 года были объявлены ведущие конкурса песни «Тюрквидение 2013». Полуфинал провёл турецкий актёр Ватан Шашмаз, финалы — турецкий актёр театра и кино, телеведущий Энгин Хепилери и турецкая журналистка, автор и исполнитель песен Эдже Вахапоглу.

### Национальный вещатель
Национальным вещателем первого конкурса выступила Корпорация турецкого радио и телевидения (TRT). Конкурс транслировался на каналах TRT Avaz, TRT Müzik и TRT Anadolu.

### Стилистика и парад флагов
Символом этого и последующего конкурсов стала птица феникс, которая изображена на логотипе конкурса. Она символизирует единство сердец среди народов тюркского мира.
В финале конкурсе, по схожей с «Евровидением» традиции, был парад флагов участников.

## Награда
Согласно условиям конкурса, победителю вручили 20 000 евро и 150-граммовую золотую статуэтку. Участники, занявшие второе и третье место, получили по 10 000 евро. Исмет Заатов — генеральный директор конкурса, заявил, что для всех участников будут созданы видеоклипы, записаны альбомы, а также будут проведены концерты в странах-участницах прошедшего конкурса.

## Участвующие страны и регионы
В первом выпуске конкурса приняли участие двадцать четыре страны и региона. До финального оглашения списка участников 17 декабря 2013 года, своё желание на участие изъявляли Туркменистан, Чувашия, Россия (отдельно от участвующих регионов) и китайский Синьцзян.
Членом жюри национального отбора в Азербайджане был представитель «Евровидения-2013» Фарид Мамедов, занявший там второе место.

### Полуфинал
Полуфинал прошёл 19 декабря 2013 года. В финал прошли лишь двенадцать участников.
 Финалисты
| №  | Страна                                  | Язык                   | Исполнитель                                     | Песня                   | Перевод                    |
| -- | --------------------------------------- | ---------------------- | ----------------------------------------------- | ----------------------- | -------------------------- |
| 01 | Республика Алтай                        | Алтайский              | Артур Марлужоков                                | «Алтайым менин»         | «Мой Алтай»                |
| 02 | Азербайджан                             | Азербайджанский        | Фарид Гасанов                                   | «Yaşa»                  | «Живи»                     |
| 03 | Башкортостан                            | Башкирский             | Дияна Ишниязова                                 | «Ҡурай шаркысы»         | «Курайская песня»          |
| 04 | Беларусь                                | Турецкий               | Гюнешь Абасова                                  | «Son Hatıralar»         | «Последние воспоминания»   |
| 05 | Босния и Герцеговина                    | Боснийский             | «Emir & Frozen Camels» совм. с Мирзой Шоляниным | «Ters Bosanka»          | «Боснийская девушка»       |
| 06 | Гагаузия                                | Гагаузский, украинский | Людмила Тукан                                   | «Вернись любов»         | «Вернись любовь»           |
| 07 | Грузия                                  | Азербайджанский        | Эйнар Балакишиев и Афик Новрузов                | «Qəlbini saf tut»       | «Храни своё сердце чистым» |
| 08 | Хакасия                                 | Хакасский              | Владимир Доржу                                  | «Tus Çirinde»           | «Мечта»                    |
| 09 | Иракские туркмены                       | Туркманский            | Ахмед Дузлу                                     | «Kerkük’ten Yola Çıkak» | «Ухожу из Киркука»         |
| 10 | Кабардино-Балкария и Карачаево-Черкесия | Карачаево-балкарский   | Эльдар Жаникаев                                 | «Адамды бизни атыбыз»   | «Имя нам — человек»        |
| 11 | Казахстан                               | Казахский              | «Rin’Go»                                        | «Бірлікпен алға»        | «Дружно вперёд»            |
| 12 | Шория                                   | Шорский                | Чылтыс Таннагашева                              | «Шориянын үнү»          | «Шорийские звуки»          |
| 13 | Кыргызстан                              | Киргизский             | «Чоро»                                          | «Кайгырба»              | «Не волнуйтесь»            |
| 14 | Автономная Республика Крым              | Крымскотатарский       | Эльвира Сарыхалил                               | «Dağlarıñ yolları»      | «Горные дороги»            |
| 15 | Косово                                  | Турецкий               | Эргин Карахасан                                 | «Şu Prizen»             | «Следующий выход»          |
| 16 | Северный Кипр                           | Турецкий               | «Gommalar»                                      | «Havalanıyor»           | «Взлетает»                 |
| 17 | Северная Македония                      | Турецкий               | Икай Юсуф                                       | «Düşlerde Yaşamak»      | «Жизнь в мечтах»           |
| 18 | Узбекистан                              | Узбекский              | Нилюфар Усманова                                | «Unutgin»               | «Забудь»                   |
| 19 | Румыния                                 | Турецкий               | Ченгиз Эрхан Кутлуакай                          | «Ay Ak Shatır»          | «Белая линия»              |
| 20 | Якутия                                  | Якутский               | Ольга Спиридонова (Ника)                        | «Сулус уонна туун»      | «Звезда и ночь»            |
| 21 | Татарстан                               | Татарский              | Алина Шарипжанова                               | «Үпкәләмим»             | «Не обижаюсь»              |
| 22 | Тыва                                    | Тувинский              | Сайлык Оммун                                    | «Чавыдак»               | «Неосёдланный»             |
| 23 | Турция (страна-хозяйка)                 | Турецкий               | «Manevra»                                       | «Sen, Ben, Biz»         | «Ты, я, мы»                |
| 24 | Украина                                 | Турецкий               | Фазиле Ибраимова                                | «Elmalım»               | «Моя румяная»              |

### Финал
Финал прошёл 21 декабря 2013 года. Ниже указан список двенадцати полуфиналистов которые прошли в финал.
 победитель,  второе,  третье и  последнее место
| №  | Страна                  | Язык            | Исполнитель                                     | Песня            | Перевод                  | Баллы | Место |
| -- | ----------------------- | --------------- | ----------------------------------------------- | ---------------- | ------------------------ | ----- | ----- |
| 01 | Турция (страна-хозяйка) | Турецкий        | «Manevra»                                       | «Sen, Ben, Biz»  | «Ты, я, мы»              | 187   | 6     |
| 02 | Беларусь                | Турецкий        | Гюнешь Абасова                                  | «Son Hatıralar»  | «Последние воспоминания» | 205   | 2     |
| 03 | Косово                  | Турецкий        | Эргин Карахасан                                 | «Şu Prizen»      | «Следующий выход»        | 151   | 12    |
| 04 | Казахстан               | Казахский       | Rin’Go                                          | «Бірлікпен алға» | «Дружно вперёд»          | 178   | 9     |
| 05 | Босния и Герцеговина    | Боснийский      | «Emir & Frozen Camels» совм. с Мирзой Шоляниным | «Ters Bosanka»   | «Боснийская девушка»     | 187   | 6     |
| 06 | Татарстан               | Татарский       | Алина Шарипжанова                               | «Үпкәләмим»      | «Не обижаюсь»            | 192   | 4     |
| 07 | Украина                 | Турецкий        | Фазиле Ибраимова                                | «Elmalım»        | «Моя румяная»            | 200   | 3     |
| 08 | Республика Алтай        | Алтайский       | Артур Марлужоков                                | «Алтайым менин»  | «Мой Алтай»              | 189   | 5     |
| 09 | Азербайджан             | Азербайджанский | Фарид Гасанов                                   | «Yaşa»           | «Живи»                   | 210   | 1     |
| 10 | Северный Кипр           | Турецкий        | «Gommalar»                                      | «Havalanıyor»    | «Взлетает»               | 175   | 10    |
| 11 | Кыргызстан              | Киргизский      | «Чоро»                                          | «Кайгырба»       | «Не волнуйтесь»          | 183   | 8     |
| 12 | Узбекистан              | Узбекский       | Нилюфар Усманова                                | «Unutgin»        | «Не забывай»             | 173   | 11    |